# رالاگروتاووا
رالاگروتاووا (به لاتین: Rallagerotawewa) یک منطقهٔ مسکونی در سری‌لانکا است که در استان جنوبی (سری‌لانکا) واقع شده‌است.